# Telchac Puerto
Telchac Puerto é um município do estado do Iucatã, no México. A população do município calculada no censo 2005 era de 1.626 habitantes.